# Letni Puchar Kontynentalny kobiet w skokach narciarskich 2013
Letni Puchar Kontynentalny kobiet w skokach narciarskich 2013 – 6. edycja letniego Pucharu Kontynentalnego kobiet.
Początkowo cykl składać się miał z czterech konkursów w dwóch krajach. Z powodu problemów finansowych organizatora odwołane zostały zawody w Gérardmer. W dwóch pozostałych konkursach zwyciężyła Słowenka Ema Klinec, wygrywając tym samym cały cykl.

## Zwycięzcy

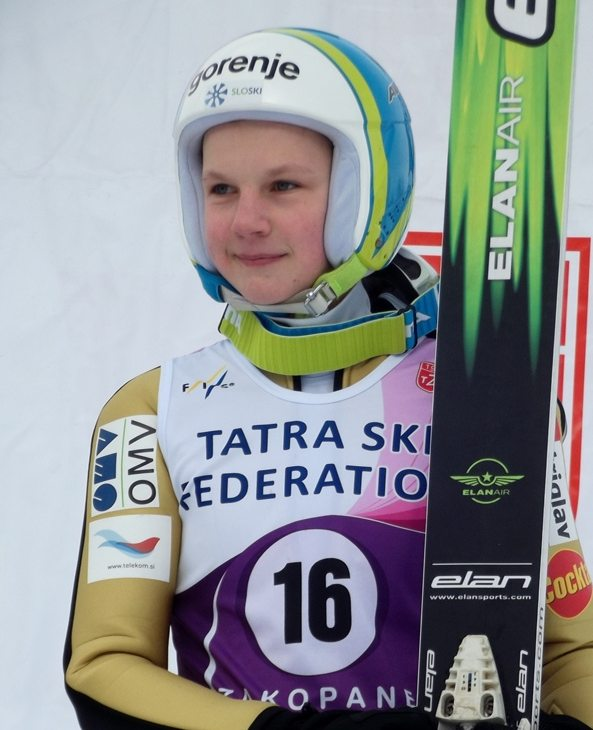
Ema Klinec – zwyciężczyni klasyfikacji generalnej

## Kalendarz i wyniki
| Lp.                                                                                  | Data                                                                                 | Miejscowość                                                                          | HS                                                                                   | Uwagi                                                                                | 1. miejsce | 2. miejsce               | 3. miejsce     |
| ------------------------------------------------------------------------------------ | ------------------------------------------------------------------------------------ | ------------------------------------------------------------------------------------ | ------------------------------------------------------------------------------------ | ------------------------------------------------------------------------------------ | ---------- | ------------------------ | -------------- |
| —                                                                                    | 10 sierpnia 2013                                                                     | Gérardmer                                                                            | HS-72                                                                                | [ a ]                                                                                | odwołany   | odwołany                 | odwołany       |
| —                                                                                    | 11 sierpnia 2013                                                                     | Gérardmer                                                                            | HS-72                                                                                | [ a ]                                                                                | odwołany   | odwołany                 | odwołany       |
| 1.                                                                                   | 14 września 2013                                                                     | Lillehammer                                                                          | HS-100                                                                               | –                                                                                    | Ema Klinec | Jessica Jerome           | Line Jahr      |
| 2.                                                                                   | 15 września 2013                                                                     | Lillehammer                                                                          | HS-100                                                                               | –                                                                                    | Ema Klinec | Line Jahr                | Jessica Jerome |
| Letni Puchar Kontynentalny kobiet w skokach narciarskich 2013 – klasyfikacja końcowa | Letni Puchar Kontynentalny kobiet w skokach narciarskich 2013 – klasyfikacja końcowa | Letni Puchar Kontynentalny kobiet w skokach narciarskich 2013 – klasyfikacja końcowa | Letni Puchar Kontynentalny kobiet w skokach narciarskich 2013 – klasyfikacja końcowa | Letni Puchar Kontynentalny kobiet w skokach narciarskich 2013 – klasyfikacja końcowa | Ema Klinec | Jessica Jerome Line Jahr | –              |

## Statystyki indywidualne
| Zawodniczka | Lillehammer 14.09 | Lillehammer 14.09 |
| Chiny | Chiny             | Chiny             |
| --- | ----------------- | ----------------- |
| Ma Tong | dns               | dns               |
| Finlandia |                   |                   |
| Susanna Forsström | 14                | 15                |
| Kanada |                   |                   |
| Jasmine Sepandj | 11                | 10                |
| Niemcy |                   |                   |
| Gianina Ernst | 9                 | 6                 |
| Pauline Heßler | 7                 | 13                |
| Norwegia |                   |                   |
| Tonje Bakke | 16                | 17                |
| Gyda Enger | 13                | 9                 |
| Line Jahr | 3                 | 2                 |
| Maren Lundby | 5                 | 4                 |
| Sara Melø | 17                | 18                |
| Anniken Mork | 12                | 12                |
| Helena Olsson Smeby | 4                 | 5                 |
| Karoline Røstad | dns               | 14                |
| Marte Pauline Skinnes | 15                | 16                |
| Anna Odine Strøm | 10                | 11                |
| Słowenia |                   |                   |
| Barbara Klinec | 6                 | 8                 |
| Ema Klinec | 1                 | 1                 |
| Stany Zjednoczone |                   |                   |
| Jessica Jerome | 2                 | 3                 |
| Nina Lussi | 8                 | 7                 |
| Legenda |                   |                   |
| 1-3 4-30 poniżej 30 dns – Zawodniczka zgłoszona nie wystartowała w konkursie dsq – Zawodniczka zdyskwalifikowana w konkursie - – Zawodniczka nie zgłoszona do konkursu |                   |                   |

## Klasyfikacja generalna
| Źródło  | Źródło                | Źródło  | Źródło |
| Miejsce | Zawodniczka           | Występy | Punkty |
| ------- | --------------------- | ------- | ------ |
| 1.      | Ema Klinec            | 2       | 200    |
| 2.      | Jessica Jerome        | 2       | 140    |
| 2.      | Line Jahr             | 2       | 140    |
| 4.      | Maren Lundby          | 2       | 95     |
| 4.      | Helena Olsson Smeby   | 2       | 95     |
| 6.      | Barbara Klinec        | 2       | 72     |
| 7.      | Gianina Ernst         | 2       | 69     |
| 8.      | Nina Lussi            | 2       | 68     |
| 9.      | Pauline Heßler        | 2       | 56     |
| 10.     | Jasmine Sepandj       | 2       | 50     |
| 10.     | Anna Odine Strøm      | 2       | 50     |
| 12.     | Gyda Enger            | 2       | 49     |
| 13.     | Anniken Mork          | 2       | 44     |
| 14.     | Susanna Forsström     | 2       | 34     |
| 15.     | Marte Pauline Skinnes | 2       | 31     |
| 16.     | Tonje Bakke           | 2       | 29     |
| 17.     | Sara Melø             | 2       | 27     |
| 18.     | Karoline Røstad       | 1       | 18     |